# エースコンバットX2 ジョイントアサルト
『エースコンバットX2 ジョイントアサルト（ACE COMBAT X2 JOINT ASSAULT）は、2010年8月26日にバンダイナムコゲームスより発売された、PlayStation Portable（PSP）用フライトシューティングゲーム。アメリカでは同年8月31日、ヨーロッパでは同年9月24日に発売。
エースコンバットシリーズ国内第10作。PSP用のエースコンバットシリーズとしては第2作で、PSPでは最終作品である。X2は「エックスツー」と読む。

## 概要
ゲームコンセプトは、"Unite as one, fly over reality."（意訳：一つに団結し、現実の空を飛べ）
シリーズで初めて実在の地球を舞台としており、舞台としては東京・サンフランシスコ・ロンドン・ルーマニア・エジプト・アラビア半島・房総半島・新島・ミッドウェー島などが登場する。また、プレイヤー機としてシリーズ初のレシプロ戦闘機が登場。ミッション15では戦闘機ではなくこれまたシリーズ初の旅客機を操縦することになる。
前作『X』でも実装された対戦モードが強化され、最大で8人まで対戦可能となる。また最大4人までの協力プレイができるキャンペーンモードがある。いずれの対戦も、通信モードはアドホック・インフラストラクチャの両方に対応する。また、前作ではチューニングができる機体は架空機体のみに限定されていたが、本作では実在機に対するチューニングが可能となっている。その他、機体の修理費や弾薬の代金が取られるようになっているほか、通常ミサイルと特殊兵装の区別がなくなり、1機当たりの種類も大幅に増加した。場合によっては通常ミサイルを持たないで出撃することも可能である。なお、レシプロ戦闘機はミサイルを搭載できない。
オペレーターは4人の中から、プレイヤーが選択する。男性2人、女性2人で、女性オペレーターはエースコンバットシリーズ初である。
今作ではエンハンスド・コンバット・ビュー（ECV）と呼ばれる描画システムを採用しているため、従来の作品よりも機体が大きめに描画され、爆発もより激しくすることでダイナミックさを演出している。
ミッションにおいても従来の「ミッションアップデート」方式では無く、一つのミッションを幾つかに区切っており条件を満たすと次の作戦がスタート、その度にスタート地点も変わる方式になっている。
7月15日から公式サイトで体験版が配信され、体験版では『ゴッドイーター』とのコラボレーションも行われた。
同じく現実世界を舞台としたシリーズ作品としては、2011年に『エースコンバット アサルト・ホライゾン』が発売、2014年には『エースコンバット インフィニティ』のサービスが開始されているが、そのいずれも本作とはストーリーや世界観上の繋がりはない。

## ストーリー
20XX年、世界には未だ金融危機の爪痕が色濃く残っていた。そんなある日、民間軍事会社「マーティネズ・セキュリティー社」所属の戦闘機パイロットである主人公（達）は、コールサイン“アンタレス”として、同社での初任務となるミッドウェー海域での自衛隊及びアメリカ海軍第7艦隊との合同軍事演習に参加していた。しかし、突如として謎の武装集団が出現、自衛隊及び第7艦隊と交戦状態となり、マーティネズ社も武装集団と交戦する。その後謎の武装集団の目的が東京襲撃だと分かり、マーティネズ社は東京襲撃阻止の作戦に参加することになる。
そして、その武装組織「ヴァラヒア」によって世界中へと戦火が拡大していく中、主人公の所属するマーティネズ・セキリュティーもまたIUPF（多国籍治安維持軍）の一つとして組み込まれ、これに対抗していくこととなる。

## 用語集

### 登場人物
アンタレス
本作の主人公（達）で、プレイヤーキャラクター。コールサインのアンタレス（Antares）はさそり座のアルファ星アンタレスを意味する。
オペレーターのグレアム・ハートリーとそう変わらない年齢とされる。バーフォードによれば以前は軍人だったらしく、その頃から優れたパイロットだったという。
フレドリック・バーフォード
日本語音声：大橋吾郎
M42飛行中隊の司令官。階級は中佐。地上勤務の増加を嫌い正規軍を退役しマーティネズ･セキュリティー社に移籍した人物で、正義感が強い。
アメリカ西海岸に家族がおり、劇中で娘のことに言及するシーンがある。
ニコラエ・ドゥミトレスク
日本語音声：河野匡泰
武装組織「ヴァラヒア」の首領。ヴァラヒア内での階級は大佐。資本主義によって誕生した｢金だけを食らう蛆虫｣の跋扈を憂い、旧共産主義者のコミュニティを基に「ヴァラヒア」を結成し、共産主義革命を志す。
物語序盤、彼直々にライジェル隊をヘッドハンティングするなど、交渉術は優秀。
オリビエリ率いるゴールデンアクス計画の出資を受け活動していたが、思想の違いから袂を別ち、中央アジアの旧ソ連軍弾道ミサイル基地を占拠して全世界に核ミサイルの発射を宣言。最期はアンタレス隊にミサイルサイロを破壊されると、この戦争の黒幕がゴールデンアクス計画であると告げ、サイロの爆発に飲み込まれ一人の軍人として命を落とした。
アンドレ・オリビエリ
日本語音声：上原健太
大手保険会社「オリビエリ・ライフ・インシュアランス（OLI）社」の最高経営責任者。一時は倒産寸前であったOLI社を、ヴァラヒアの襲撃と同じくして販売した戦災保険の売上によって持ち直した実績を持つ。またIUPFへの高額出資者でもある。
本作で起きた一連の戦争の黒幕とも言える人物であり、ゴールデンアクス計画の発動によって世界の保険業を牛耳ろうと画策していた。しかし、計画の存在がアンタレス達に露呈するとヴァラヒアの残党などで構成されたGA計画私設軍を用いてサンフランシスコ襲撃を実行する。最後はOLI本社の地下データセンターの扉をこじ開けられ計画の全容が暴かれる事となった（その際オリビエリ本人は本社エントランス前に攻撃目標として存在しており、プレイヤーであるアンタレス自ら撃破することも可能）。
オペレーター陣
航空管制及び作戦伝達担当のオペレーター。それぞれのオペレーターに特徴がある。階級は全員伍長。
マイケル・アリーナ
日本語音声：黒田弦李
カノープスの男性オペレーター。アメリカ出身。気さくな口調でのオペレートが特徴。
グレアム・ハートリー
日本語音声：小野塚貴志
カノープスの男性オペレーター。イギリス出身。オペレート時はほとんど敬語を使うが、時に強気な発言も見せる。
サラ・アンデション
日本語音声：世戸さおり
カノープスの女性オペレーター。スウェーデン出身。他のオペレーターとも異なる柔らかい口調が特徴。
羽沢 京香（はざわ きょうか）
日本語音声：平田絵里子
カノープスの女性オペレーター。日本出身。スレイマニの愚痴に一切動じないなど当初は堅物である印象を受けるが、バーフォードの突然の一言に取り乱す一面も見られる。

ヴィルコラク遊撃隊
ミロシュ・スレイマニ
日本語音声：上山竜司
M42飛行中隊第1飛行隊、通称「ライジェル隊」隊長。ライジェル隊当時の階級は大尉。
物語序盤でマーティネズ･セキュリティー社を裏切ってヴァラヒア（後にGA計画軍）に移籍。その後はヴィルコラク遊撃隊の隊長となる。
冷徹な人物で、金に対する執着心が強い。｢敵を倒して得た金にしか価値を持てない｣と公言するが、これは幼少期に親に売られ、少年兵として戦場で戦い続けた経験によるもの。
乗機はF/A-18E→MiG-1.44→GAF-1ヴィルコラク。
ダニエル・オルマ
日本語音声：川原慶久
「ライジェル隊」（ヴィルコラク隊）の2番機。主に攻撃機による対地攻撃を得意としている。
隊員のまとめ役も買っており、特に先走りがちなトーリャの諌め役に回ることが多い。また列機が撃墜されると取り乱す場面もある。
乗機はトーネード IDS→A-10A→GAF-1ヴィルコラク。
ファリド・ガビリア
日本語音声：近藤浩徳
「ライジェル隊」（ヴィルコラク隊）の3番機。主に戦闘機のスピードを生かした高速戦闘を得意とする。
オルマからは｢バカだが腕は確か｣と評されている。彼より先にオルマを撃墜すると取り乱す彼の姿を見ることができる。
乗機はMiG-29A→MiG-31→GAF-1ヴィルコラク。
トーリャ・キリアコフ
日本語音声：藤原祐規
「ライジェル隊」（ヴィルコラク隊）の4番機。主に戦闘機の機動性を生かした空対空戦闘を得意とする。
実力に自信を持つが故に周囲の人間を見下す傾向があり、たとえ僚機であれ撃墜された者は容赦なく罵倒する。
乗機はSu-27→Su-37→GAF-1ヴィルコラク。

その他
都築（つづき）
航空自衛隊中部航空方面隊所属の自衛隊員。コールサインはクローバー1。階級は三等空佐。なぜか他の自衛隊員と同じくミッション中名前が「自衛隊員」と表示される。
山上（やまがみ）
陸上自衛隊東部方面隊所属の自衛隊員。作中では房総半島防衛のため九十九里浜に展開している。階級は一等陸佐。都築同様なぜか他の自衛隊員と同じくミッション中名前が「自衛隊員」と表示される。
ルブランク
作中に登場するIIAOの理事。中東を視察中にヴァラヒアに拉致されてしまい、IUPFが救出に向かうことになる。
ファットダック
中東にてIIAO理事を救出したヘリコプターのパイロット。戦闘地域から脱出する途中でヴァラヒアの襲撃を受け機体が離陸不可能となってしまう。
ペーパーワスプ
離陸不可能となったファットダックの代わりに理事を救出することとなったヘリコプターのパイロット。「頼んだぜ、IUPFのパイロットさん」といった飄々とした台詞が特徴。ペーパーワスプとはアシナガバチの意。
デイビス
アメリカ第3艦隊の作戦指揮官。ミッション中名前が「第3艦隊」と表示される。なお、第三艦隊そのものはあくまでも無線交信のなかでしか登場しない。

### 組織
マーティネズ・セキュリティー社（Martinez Security）
プレイヤーの所属する民間軍事会社（PMC）。戦闘機部隊である「M42飛行中隊」や空中管制機「カノープス」、補給船団「オルカ」、地上部隊「ドッグベア」などを保有しており、民間の会社としての規模は大きい。
ヴァラヒア（Valahia）
突如として東京を襲撃した武装組織。資本主義による世界の腐敗を憂いたドゥミトレスクによって旧共産主義者達のコミュニティを基にして結成された。名前はルーマニア南部にある「ワラキア」のルーマニア語読みに由来する。
オリビエリ・ライフ・インシュアランス社（Olivieli Life Insurance）
通称OLI社。サンフランシスコに本社を置くアメリカの保険会社。今回のヴァラヒア襲撃事件により発生した世界混乱の最中で、個人向け戦災保険を販売することにより巨額の利益を得る。
多国籍治安維持軍（International Union Peacekeeping Forces）
対ヴァラヒアのために組織された連合軍。通称IUPF。プレイヤーは東京襲撃後に失跡したヴァラヒアを追うためにIUPFに所属し世界各地を奔走することとなる。終盤においてIUPFとGA計画が癒着していた事が判明しアンタレス隊はIUPFを離脱したため、組織のその後は不明。
国際保険監査機構（International Insurance Audit Organization）
今作に登場する国際機関。通称IIAO。とあるミッションではヴァラヒアに拉致されたIIAOの理事を救出することになる。
ゴールデンアクス計画
オリビエリを始めとする経済、政治、軍事といった多くの出資者により行われている人為的にコントロール可能な戦争計画。劇中で示された概要は、OLI社が販売している戦災保険の営業権を他社に売却（保険金の支払い責任を転嫁）した後、人為的にテロや戦争を発生させ、保険金を払いきれなくなった会社を買収するプロセスを繰り返すことで世界の保険業を支配しようというものだった。
その規模は潤沢な資金の元、多数の航空部隊やイージス艦・巡洋艦などの水上部隊、果てはB-2爆撃機など一国の軍隊に匹敵する程の私設軍隊を有することもできる程。物語中盤まではヴァラヒアの活動を支援していたが、後にヴァラヒアと袂を分かたれ、ヴァラヒア壊滅後は私設軍隊を用いてアメリカを襲撃する。最終的にはアンタレス隊によって計画が白日の下に晒された為に組織は崩壊する。名前の由来はイソップ寓話の金の斧から。
自衛隊
物語序盤に登場する日本の軍事組織。冒頭で第7艦隊と共に合同演習中の際にヴァラヒアの襲撃を受ける。プレイヤーはヴァラヒアの日本侵攻を阻止するため航空自衛隊と陸上自衛隊の支援を行うこととなる。ゲーム中では空自がF-15Eを運用している。
アメリカ海軍
物語序盤、および終盤にプレイヤーを支援するために登場する。序盤では第7艦隊が自衛隊と共に、終盤では第3艦隊が敵の侵攻を阻止するために無線交信に登場する（ゲーム本篇において実際に何らかの支援を行うことはない）。

### 部隊名
アンタレス隊（Antares Squadron）
マーティネズ・セキュリティー社のM42飛行中隊第2飛行隊で、プレイヤーの所属する部隊名。部隊章はアンタレスが存在するさそり座をデザインしたものになっている。
ライジェル隊（Rigel Squadron）
マーティネズ・セキュリティー社のM42飛行中隊第1飛行隊。名前の由来はオリオン座ベータ星リゲル。
ヴィルコラク遊撃隊（Varcolac Squadron）
物語序盤でヴァラヒアに寝返ったライジェル隊。名前の由来はルーマニア語での人狼の呼び名から。
藍地に牙列模様の塗装が特徴。
オルカ
マーティネズ・セキュリティー社の補給船団。補給船4隻で構成されている。
ドッグベア
マーティネズ・セキュリティー社の地上部隊。最終ミッションではアンタレス隊と共にサンフランシスコ防衛に従事する。
レイジーベア
マーティネズ・セキュリティー社の地上部隊。
ブラックベア
マーティネズ・セキュリティー社の地上部隊。

### 登場機体・兵器

#### 架空機
- XFA-24A アパリス（Apalis）
- YR-302 フレガータ（Fregata）
- XR-45 カリバーン（Cariburn）
- YR-99 フォルネウス（Forneus）
- フェンリア（Fenrir）
- XFA-27
- X-02 ワイバーン（Wyvern）
- ADF-01 ファルケン（FALKEN）

以上は『2』『04』『5』『ZERO』『X』『Xi』にそれぞれ登場した架空機。ただし世界観の繋がりは無い。
GAF-1 ヴィルコラク（Varcolac）
本作初登場の架空機。劇中にて｢生物の如き｣と評されるほどの高機動を誇る。
本機専用に対地戦･高速戦･格闘戦用のプログラムが用意されており、プレイヤーもチューニングパーツとして入手・使用できる。

#### 空中管制機
カノープス
マーティネズ・セキュリティー社所属のE-767早期警戒管制機。名前の由来はりゅうこつ座アルファ星カノープス。指揮官であるバーフォードとオペレーターが搭乗する。なお、実際にはゲーム内ムービーにあるような戦闘前線で飛行するようなことはない。

#### 架空兵器
スピリダス
ヴァラヒアが所有する航空要塞。巨大な複葉全翼機のような姿をしており、『3』に登場した架空戦闘機X-49 ナイトレーベンによく似ている。東京戦では機銃と主砲である電磁投射砲「バラウール」しか使用しなかったが、ロンドン戦ではそれらに加え高射砲や対空ミサイル、イオン粒子とレーザーを組み合わせた対地・対空それぞれに対応した誘雷兵器、ミサイルの誘導を狂わせるIRCM（赤外線欺瞞弾）などを搭載している。また、短時間ではあるが迎角90～130度ほどにもなるコブラ機動も可能。無線によると高いステルス性をも有している模様。
スピリダスとは“亡霊”という意味。
リッジレーサー3DとVita版リッジレーサーでは当機の名前をしたステッカーロゴが登場している。
スピリダスII
スピリダスの改修型。ゴールデンアクス計画軍が所有している。見た目はカラーリング以外余り変わっていないが、Hi-TASM（長距離燃料気化弾頭ミサイル）とREADS（電磁膜式対空防御システム）を新たに搭載。READSにより機銃・ミサイルの射線を偏向させることが可能であり戦闘機相手にはほぼ無敵の防御を誇るが、大型ミサイルなどの強力な兵器は偏向できない弱点を持っている。バラウールと地上攻撃用誘雷兵器は搭載しているのか不明。

オルゴイ
ヴァラヒアが所有する航空要塞。スピリダスもそうだが、航空要塞と言うよりは超大型の航空機である。B-2ステルス爆撃機のような形状をしている。機動性に特化した設計であるためスピリダスより小柄なものの、それでも他の航空機を圧倒した巨大さを誇り空母より大きい。その機動性を活かし航空要塞でありながらバレルロールなどの戦闘機動を易々と行って見せるが、両主翼上に存在するエンジンを破壊されると簡単に撃墜されてしまう致命的な欠点がある。武装も幾つかの機銃とミサイルのみであるが、終盤には機体下部にウェポンベイを追加した爆撃機型も登場する（こちらもゴールデンアクス計画軍が所有している）。
リッジレーサー3DとVita版リッジレーサー、ドリフトスピリッツでは当機の名前とシルエットをしたステッカーロゴが登場している。
バラウール
ヴァラヒアがルーマニアに設置している大型の電磁投射砲台。レールガンの一種で、回転可能な砲身とセルビア山中に設置されたレーダーにより360度方向・角度に長距離精密射撃を行うことができる。『04』に登場したストーンヘンジなどと比較しても、高速で飛行する戦闘機に寸分の狂いなく照準を合わせられる高い旋回性能を誇り、至近距離を飛行していると砲身で殴られるような形で撃墜されてしまうこともある。
スピリダスはこれを主砲として搭載している。なお、バラウールとはルーマニアの民話に出てくるドラゴンである。

## 収録機体
プレイアブル機は実在機（計画案のみで実機なしの機体含む）が35種、架空機が9種の計44種である。エースコンバットシリーズにおいて本作で初めてプロペラ機や旅客機が使用可能となった。
| 戦闘機 （Fighter）    | 攻撃機 （Attacker）  | マルチロール機 （Multirole） | 旅客機 （Air Liner） |
| --------------------- | -------------------- | ---------------------------- | -------------------- |
| F-4E Phantom II       | F-15E Strike Eagle   | F/A-18E Super Hornet         | 747 200B             |
| F-15S/MTD             | A-6E Intruder        | F-35 Lightning II            |                      |
| F-5E Tiger II         | F-16XL               | Rafale M                     |                      |
| X-29A                 | A-10A Thunderbolt II | AJS 37 Viggen                |                      |
| F-14D Super Tomcat    | F-117A Nighthawk     | Gripen C                     |                      |
| YF-23A Black Widow II | F/B-22 Concept       | MiG-1.44                     |                      |
| F-16C Fighting Falcon | Tornado IDS          | XFA-24A Apalis               |                      |
| F-22 Raptor           | Mirage 2000D         | YR-99 Forneus                |                      |
| Typhoon               | F-1                  | XFA-27                       |                      |
| MiG-21-93 Fishbed     | F-2A                 | X-02 Wyvern                  |                      |
| MiG-29A Fulcrum       | YR-302 Fregata       | GAF-1 Varcolac               |                      |
| MiG-31 Foxhound       |                      |                              |                      |
| Su-27 Flanker         |                      |                              |                      |
| Su-37 Terminator      |                      |                              |                      |
| Su-47 Berkut          |                      |                              |                      |
| S-32                  |                      |                              |                      |
| XR-45 Cariburn        |                      |                              |                      |
| Fenrir                |                      |                              |                      |
| ADF-01 FALKEN         |                      |                              |                      |
| A6M5 零式艦上戦闘機   |                      |                              |                      |
| F6F-5 Hellcat         |                      |                              |                      |